# Газа (держава)
Газа — африканська держава, що утворився 1824 року внаслідок Мфекане. Тривалий час протистояла державі Зулу і Португалії, значно розширивши володіння на північний схід. Після 1858 року починається поступове послаблення. 1895 року підкорено Португалією.

## Історія
На початку XIX ст. загострилася боротьба між племенами народу нгуні через 10-річну посуху, що позбавила багатьох харчів. Дингісвайо, голова клану Мтетва, що мешкав на півдні Зулуленду, по берегах річки Тугела, приблизно в 1817 році уклав союз з вождями племені тсонга, які контролювали шлях до затоки Делагоа (нині Мапуту). Це викликало невдоволення клану ндвандве, що мешкав на північ від, в долині Понгола, тобто між землями Мтетва і тсонга, тим більше що в 1812 році Дингісвайо і Шака вже витіснили один з кланів нгуні, нгване, за Буффало-Ривер, і становили для конфедерації ндвандве загрозу. Проти Дингісвайо виступив Звіде, інкосі (вождь) ндвандве, який здобув перемогу. Але 1818 року після поразки ндвандве проти зулусів в битві при пагорбі Гоклен Сошангане, один з воєначальників армії ндвандве і вождь клану газа, відступив на північ.
Сошангане довелося стикнутися з Нксане, вождем держави нгуні, якого було переможено. Зрештою Сошангане заснував свою столицю у високогір'ї середньої течії річки Саве (в сучасному Зімбабве). Він зміг підкорити собі племена тсонга, розгромити португальські поселення в затоці Делагоа, Інамбане та Сена, підкоривши землі між річками Коматі й Замбезі. Його підлеглий Звангендаба рушив далі на північ, де завдав поразки Розві, зрештою осівши біля озера Малаві. 1828 року було відбито напад держави зулусів.
1858 року після смерті Сошангане почалася боротьба за владу між його синами, в якій за підтримки португальців перемогу 1858 року здобув Мзіла. Його наступник Гунгуньяна 1884 року переніс столицю до Манджаказе, неподалік між факторій португальців.
1885 року на Берлінській конференції територія гази була визначена як частина володінь Португалії. З цього часу почався наступ на державу. Водночас на північ проникли британці. Зрештою 1895 року у битві біля Кулели війська Гази зазнали поразки, а більшість володінь було приєднано до Португальської Східної Африки.

## Територія і населення
Простягалося від річки Нкоматі на півдні до річок Замбезі та Пунгве на півночі та від Індійського океану на півдні до земель Розві, охоплюючи сучасне Південносхідне Зімбабве, також простягалося від річки Саве до південної частини Мозамбіку, охоплюючи частини нинішніх провінцій Софала, Маніка, Інхамбане, Газа та Мапуто, а також сучасні провінції Мпумаланга і Лімпопо ПАР. Загалом площа становила близько 240 000 км². 
Основу становили народи нгуні (коса, зулу і ндвандве) і тсонга (ронга, шона, чопі і ндзай, вадзонга). Офіційною мовою була зулу.

## Устрій
На чолі стояв інкосі (володар), який мав усю повноту влади. Він призначав намісниками областей своїх синів або братів, які мали доволі широкі повноваження. Водночас підкоренні племена зберігали внутрішню автономію. У вирішенні важливих питань спирався на раду знаті, основу якої становили очільники аристократичних кланів нгуні.

## Військо
Створено було за системою Шаки: поділено на підрозділи манги або імпіси (на кшталт полків, їх було 24) на чолі з індунами. Запроваджувалася сувора дисципліна. Впроваджена була система підготовки від юнаків до ветеранів. Водночас практично не використовувалася вогнепальна зброя.

## Економіка
Основу становили землеробство (насамперед вирощували просо) і тваринництво (великої рогатої худоби), частково землеробство й торгівля. Важливим напрямком була торгівля слоновою кісткою, золотом й рабами.